# 栄光駅
栄光駅（ヨングァンえき、朝鮮語：영광역）は、朝鮮民主主義人民共和国（北朝鮮）の平壌市中区域にある平壌地下鉄千里馬線の駅である。鉄道線平壌駅との乗換駅。

## 駅構造
外国人観光客に昔から開放された駅である。プラットホームは島式、1面2線である。地下鉄駅であるが駅舎は地上に位置している。ホームの位置は地下50mから100m程度ある。改札口からホームまではエスカレータで移動する。シャンデリアや大理石の柱など豪華な装飾が施されている。

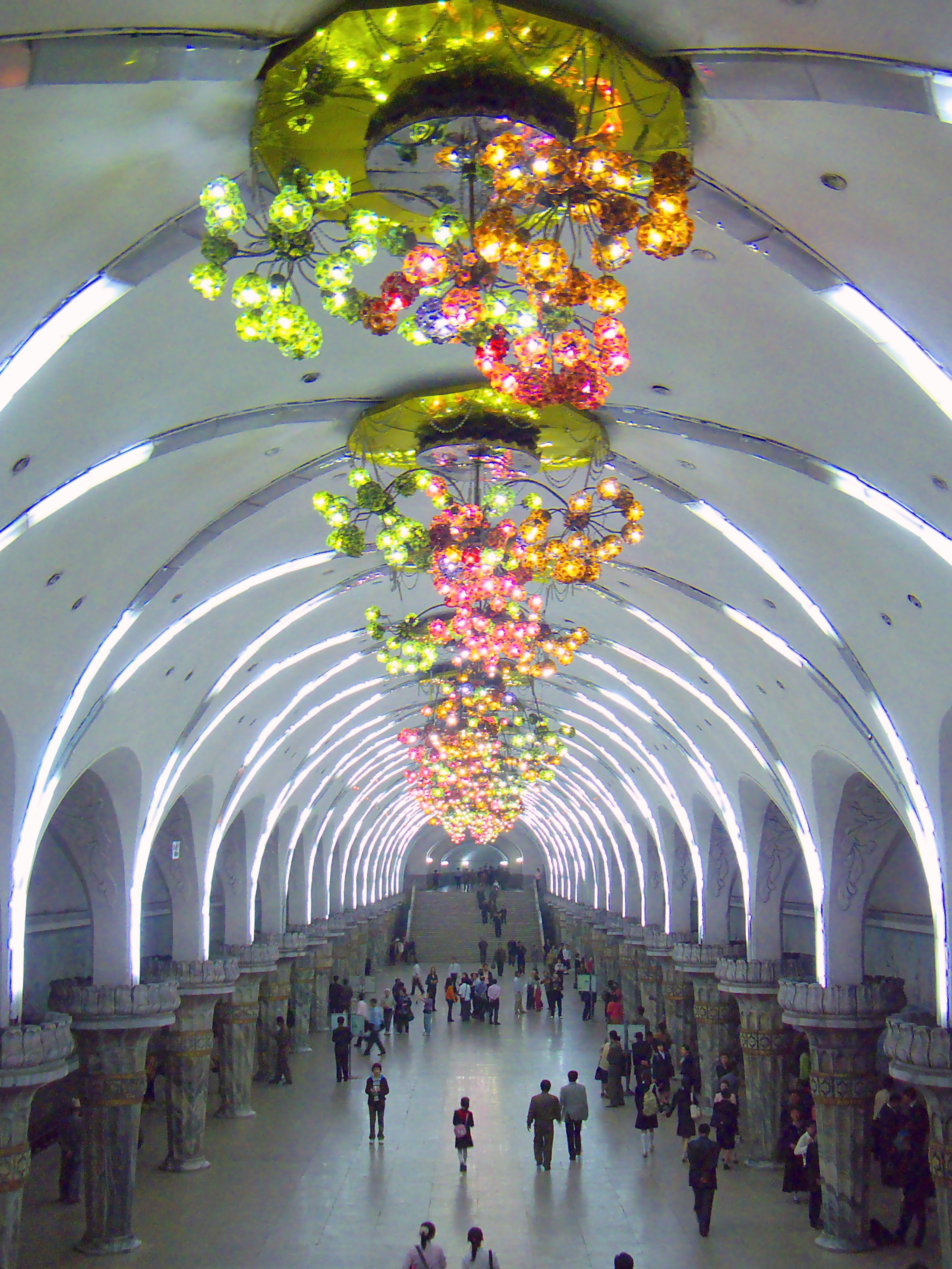
内装

## 駅周辺
- 鉄道：平釜線（京義線）、平義線（京義線）、平南線平壌駅
- 平壌高麗ホテル
- 平壌駅前百貨店（평양역전백화점）
- 金策工業総合大学
- 羊角橋（羊角島方面）

## 隣の駅
平壌地下鉄
千里馬線
復興駅 - 栄光駅 - 烽火駅